# Teateråret 1941

## Händelser
- 17 januari - Pablo Picasso avslutar sin surrealistiska pjäs Åtrån fångad i svansen efter fyra dagars arbete i det ockuperade Paris.

### Okänt datum
- Teatern Old Vic i London bombas av tyskarna[1]

## Priser och utmärkelser
- Helga Görlin utnämns till hovsångare.

## Årets uppsättningar

### Januari
- 1 januari - Kar de Mummas nyårsrevy Flaggan i topp har premiär på Södra teatern.
- 3 januari - Paul Osborns pjäs Nog lever farfar har premiär på Vasateatern i regi av Olof Molander och med Victor Sjöström i en av rollerna.
- 4 januari - Hjalmar Bergmans Farmor och vår Herre har premiär på Dramaten i regi av Rune Carlsten.

### Maj
- 10 maj - Grevinnan Mariza har premiär på Kungliga teatern i regi av Ragnar Hyltén-Cavallius och med Margit Rosengren i huvudrollen.

### September
- 19 september - Han som kom till middag, ett lustspel av Moss Hart och George S. Kaufman har premiär på Vasateatern i regi av Martha Lundholm och med Anders de Wahl  en av rollerna.
- 21 september - La Bohème har premiär på Kungliga operan med ett gästspel av Jussi Björling.

### Oktober
- 10 oktober - Wallyrevyn har premiär på Oscarsteatern i regi av Gustav Wally.

### November
- 14 november - Sven Stolpes pjäs Döbeln har premiär på Dramaten i regi av Alf Sjöberg.
- 28 november - Karl Gerhards revy I gala och galla har premiär på Folkteatern.

### Okänt datum
- Rune Lindströms pjäs Ett spel om en väg som till Himla bär (Himlaspelet) uruppförs [2] i Leksands folkpark och spelas på Dramaten senare under året
- Helge Krogs pjäs På Solsidan har svensk premiär på Blancheteatern i Stockholm
- Herbert Grevenius pjäs Tåg 56 uruppfördes på Svenska Dramatikers Studio i Stockholm
- Herbert Grevenius radiopjäs Vi tre debutera sändes i Sveriges Radio den uppfördes på scen 1948
- Victor Borgs pjäs Jeg drepte uruppfördes på Centralteatret i Oslo
- Lajos Lajtais operett Blåjackor uruppfördes på Stora Teatern i Göteborg

## Födda
- 4 juni - Klaus Michael Grüber, tysk regissör och skådespelare.